# レスリー・ホープ
レスリー・ホープ（Leslie Hope 本名：Leslie Ann Hope, 1965年5月6日 - ）は、カナダの女優、監督。ノバスコシア州ハリファックス出身。
テレビドラマ『24 -TWENTY FOUR-』で、主人公ジャック・バウアーの妻テリー役を演じたことで知られる。主にテレビドラマへの出演が多い。
1994年に最初の結婚をして1子をもうけるも1996年に離婚、その後、撮影技師のアダム・ケインと再婚した（時期は不明）。

## 主な出演作品

### 映画
- ラヴ・ストリームス Love Streams (1984)
- カンザス/カンザス経由→NY.行き Kansas (1988)
- トーク・レディオ Talk Radio (1988)
- メン・アット・ワーク Men at Work (1990)
- ドッペルゲンガー/憎悪の化身 Doppelganger (1993)
- 栄光と狂気 Rowing Through (1996)
- シャドウビルダー Shadow Builder (1998)
- URAMI ～怨み～ Bruiser (2000)
- チャイルド・コレクター 溺死体 The Spreading Ground (2000)
- コーリング Dragonfly (2002)
- ネバー・バックダウン Never Back Down (2008)
- 警察署長 ジェッシイ・ストーン 薄氷を漂う Jesse Stone: Thin Ice (2009) テレビ映画
- クリムゾン・ピーク Crimson Peak (2015)

### テレビドラマ
- 戦争と追憶 War and Remembrance (1988-1989) テレビミニシリーズ
- スタートレック:ディープ・スペース・ナイン Star Trek: Deep Space Nine (1998)
- シカゴ・ホープ Chicago Hope (1998-1999)
- ロボコップ プライム・ディレクティヴ Robocop: Prime Directives (2001)
- 24 -TWENTY FOUR- 第1シーズン 24 (2001-2002)
- エバーウッド 遥かなるコロラド Everwood (2006)
- LAW & ORDER:犯罪心理捜査班 Law & Order: Criminal Intent (2008)
- メンタリスト The Mentalist (2010)
- THE RIVER 呪いの川 The River (2012)
- レボリューション Revolution (2013- )
- NCIS 〜ネイビー犯罪捜査班 NCIS (2013)
- SUITS/スーツ Suits 第5シーズン（2011-2015）

## 主な監督作品
- ロスト・イン・スペース Lost in Space (2019, 2021)
- スタートレック:ストレンジ・ニュー・ワールド Star Trek: Strange New Worlds (2022)